# M3U
M3U (MPEG version 3.0 URL) est un format de fichier conçu pour stocker des listes d'adresses. Il est couramment utilisé pour les listes de lecture, comprenant des fichiers audio ou vidéo. Créés pour le logiciel WinPlay3, les fichiers M3U sont de simples fichiers textes éditables à la main (ligne par ligne). 
Le format semble pris en charge par la plupart des logiciels lecteurs multimédia.

## Le format
Sa structure consiste à placer une adresse par ligne. Les adresses peuvent être distantes ou locales et relatives (au fichier M3U édité) ou absolues.
Ces adresses peuvent pointer vers plusieurs types de cibles, habituellement un fichier audio ou vidéo. Si une ligne pointe vers un dossier, certains lecteurs ne liront que le premier fichier enfant (comme iTunes en « configuration d'usine » ; corrigé depuis iTunes 6 sous OS X). D'autres (Windows Media Player 12 compris) tenteront de « lire » le dossier lui-même, provoquant une erreur. Enfin, certains logiciels comme VLC et MPC lisent le contenu du dossier et scannent aussi les dossiers enfants.

### M3U8
Nouveau format, avec des extensions multimédia, et d'informations temps réel, par rapport à .m3u. Fonctionne avec VLC, mpv, mplayer... mais c'est un format non compatible avec les vieilles applications ne décodant pas l'UTF-8 Windows Media Player, MPC.
Le codage des fichiers m3u est en Latin-1. Le format M3U8 utilise un encodage UTF-8.

### M3U étendu
Les mots clé du format étendu sont ignorés par Windows Media Player.
Le format étendu est défini comme ceci :
#EXTM3U
Mot-clé indiquant que le fichier est au format M3U étendu, placé au début du fichier.
#EXTINF: durée, informations
Extended information field, déclare une ligne comme caractérisant le média adressé à la ligne suivante.
- durée : indique la durée du média (en secondes). Si la durée vaut -1, elle sera ignorée.
- informations : par convention, indique le nom de l'artiste et le nom de la piste, séparés par un tiret.

Adresse
Adresse de la cible (fichier audio, vidéo, autre liste…).
#EXTREM:
Placé au début d'une ligne pour en faire un commentaire qui sera ignoré par le lecteur (non supporté par Media Player Classic).

### W3U
Nouveau format basé sur le JSON et utilisé par quelques applications IPTV (Wiseplay, Dimplay, Liftplay entre autres).

## Exemples

### M3U
Le contenu M3U ci-après intègre plusieurs types d'adresses, pointant sur différents types de fichiers.
```
D:\Musiques\Album3\morceau.mp3
..\Musiques\Album2\
D:\Vidéos\vidéos1.avi

http://monsite.fr/vidéo2.mkv

D:\Playlist\playlist1.pls
playlist2.m3u
```

1. Adresse locale absolue vers un fichier audio au format MP3.
2. Adresse locale relative vers un dossier.
3. Adresse locale absolue vers un fichier vidéo au format AVI.
4. Adresse distante (URL) vers un fichier vidéo au format MKV.
5. Adresse locale absolue vers un fichier de liste de lecture au format PLS.
6. Adresse locale relative vers un fichier de liste de lecture au format M3U.

### M3U étendu
```
#EXTM3U

#EXTINF:123, artiste du morceau - titre du morceau
C:\Documents and Settings\Moi\Ma musique\morceau.mp3

#EXTINF:321,Artiste d'exemple - Titre d'exemple
Bon Hits\Exemple.ogg

#EXTINF:800,Album d'artiste
#EXTREM:Collection de MP3 incomplète dans ce dossier, album sorti en 2003
Bon Hits\Super artiste

#EXTINF:-1,Nom d'une station

http://exemple.com/mon/stream.mp3
```

Cet exemple montre comment créer une liste de lecture m3u, avec un chemin relatif et absolu, ciblant des fichiers ou dossier permettant d'inclure et jouer tout le contenu du dossier ("Bon Hits\Super artiste" dans ce cas).

## Applications
- Streaming : c'est la solution la plus légère et universelle pour offrir un flux audio sur une page web. Un fichier M3U contenant l'URL du morceau à lire est placé en lien sur une page, le fichier M3U sera téléchargé quasiment instantanément lors de l'activation du lien, il sera ouvert par le lecteur audio du visiteur qui lancera alors la lecture en continu à partir de l'URL source.

### Exemple d'utilisation pour php
```
header
("Content-type: audio/x-mpegurl");
header("Content-Disposition: inline; filename=listeDeLecture.m3u");
echo $monUrl1."\n";
echo $monUrl2."\n";
exit;
```